# Ноллис, Эдвард, 2-й виконт Ноллис
Эдвард Джордж Уильям Тирвитт Ноллис, 2-й виконт Ноллис (англ. Edward George William Tyrwhitt Knollys, 2nd Viscount Knollys; 16 января 1895 — 3 декабря 1966) — британский пэр, государственный деятель и бизнесмен. Губернатор Бермудских островов (1941—1943).

## Ранний период жизни
Родился 16 января 1895 года. Единственный сын Фрэнсиса Ноллиса, 1-го виконта Ноллиса (1837—1924), личного секретаря монарха, и леди Ноллис (ранее достопочтенной Ардин Мэри Тирвитт (1860—1922), дочери сэра Генри Тирвитта, 3-го баронета, и Гарриет Тирвитт, 12-й баронессы Бернерс.
Эдвард Ноллис получил образование в школе Харроу и Нью-колледже Оксфорда. Он был почетным пажом короля Эдуарда VII с 1904 по 1910 год и короля Георга V с 1910 по 1911 год, руководил королевской процессией на коронации последнего в 1911 году.

## Карьера

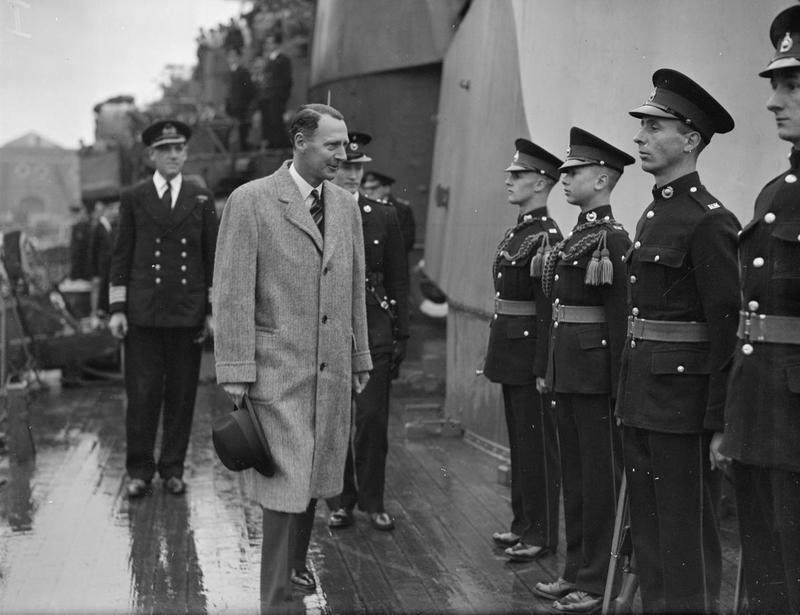
Фотография виконта Ноллиса на борту HMS Bermuda, 22 апреля 1943 год.

Он воевал в Первой мировой войне, получив звание капитана в Королевском Вестминстерском полку Территориальной армии (часть британской армии).
15 августа 1924 года после смерти отца Эдвард Ноллис стал 2-м виконтом Ноллисом из Кавершема и 2-м бароном Ноллисом из Кавершема. Виконты Ноллис являются членами известной семьи Ноллис и происходят по старшей мужской линии от Уильяма Ноллиса, 1-го графа Банбери.
С 1941 по 1943 год он занимал пост губернатора и главнокомандующего Бермудских островов, после чего с 1943 по 1947 год он занимал пост председателя British Overseas Airways Corporation. Он был директором Barclays Bank и председателем Vickers с 1956 по 1962 год, а также в 1960 году занимал пост председателя Employer’s Liability Assurance Corporation.

## Награды и почести
Лорд Ноллис был награжден Военным крестом, Крестом за выдающиеся летные заслуги, был назначен членом Ордена Британской империи и рыцарем-командором Ордена Святых Михаила и Георгия в 1941 году и кавалером Большого креста Ордена Святых Михаила и Георгия в 1952 году.

## Личная жизнь
11 октября 1928 года он женился на Маргарет Мэри Жозефине Коутс (1901—1987), дочери сэра Стюарта Коутса, 2-го баронета, и Джейн Мьюир Гринлис. У супругов было двое детей:
- Достопочтенная Ардин Мэри Ноллис (род. 9 июля 1929), в 1958 году она вышла замуж за Рональда Джеймса Оуэна, сына Джеймса Ричарда Оуэна[17].
- Дэвид Фрэнсис Дадли Ноллис, 3-й виконт Ноллис (12 июня 1931 — 21 апреля 2023), в 1959 году он женился на достопочтенной Шилин Вирджинии Максвелл, дочери подполковника Сомерсета Артура Максвелла и Анджелы Сьюзан Робертс[10].

Лорд Ноллис скончался в доме престарелых в Лондоне 3 декабря 1966 года . Его титул унаследовал его единственный сын Дэвид.